# چاکبای (لوئیزیانا)
چاکبای (به انگلیسی: Chackbay) شهری در ایالت لوئیزیانا کشور ایالات متحده آمریکا است که جمعیت آن در سرشماری سال ۲۰۱۰ میلادی، ۵٬۱۷۷ نفر بوده‌است.